# Nagrobek Firlejów w Bejscach

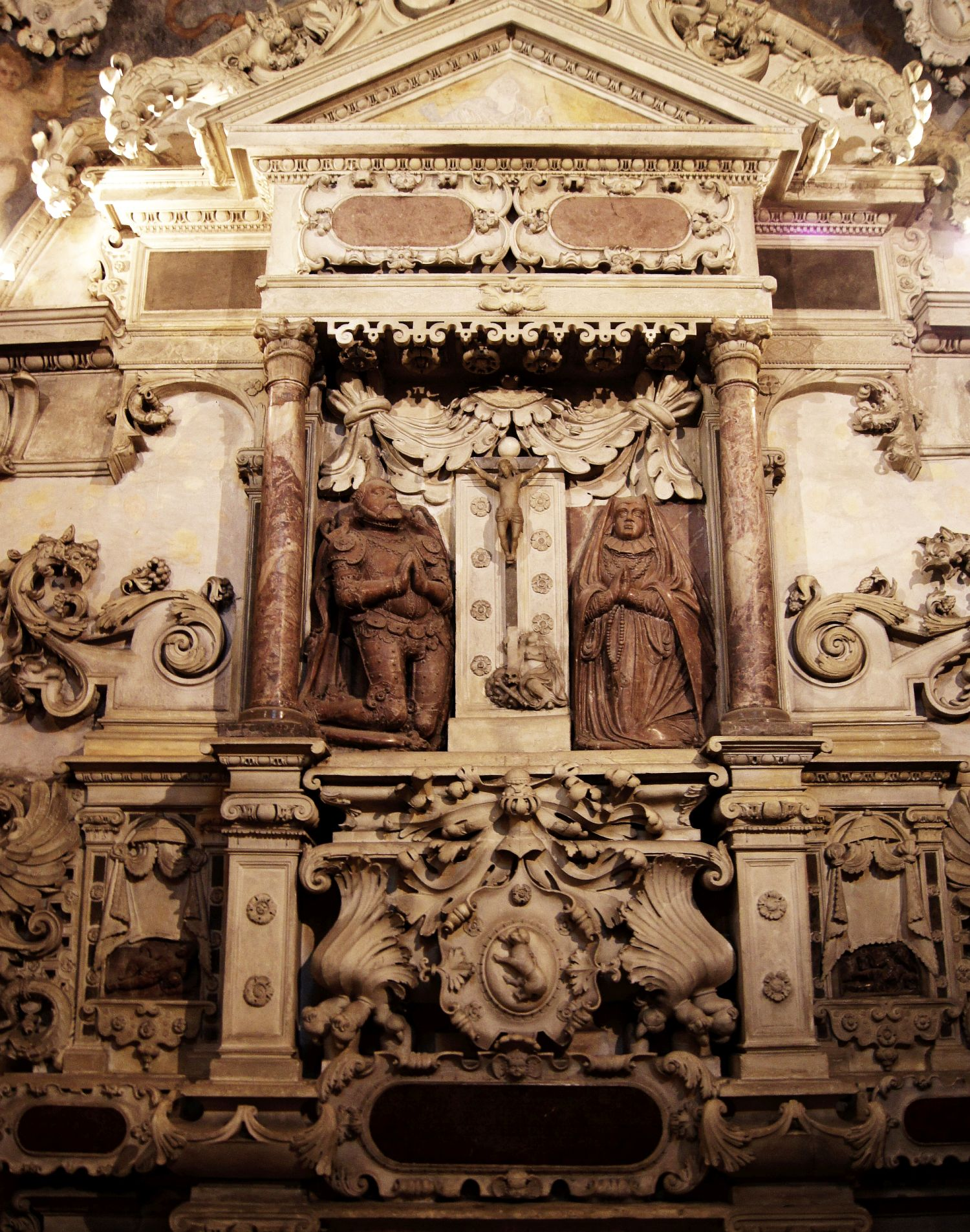
Nagrobek Firlejów

Nagrobek Firlejów w Bejscach znajduje się w kaplicy Matki Boskiej w kościele św. Mikołaja w Bejscach. Prace rozpoczęte pod koniec XVI w. ukończył w 1601 r. brat fundatora Mikołaja Firleja, Henryk. Nagrobek został wykonany w stylu manierystycznym.

## Opis nagrobka
Zmarli, Mikołaj Firlej i jego żona Elżbieta z Ligęzów zostali przedstawieni w pozie klęczącej po obu stronach krucyfiksu na sarkofagu w oprawie architektonicznej wieloczłonowej lecz łatwo czytelnej.
Oparty na cokole postument podtrzymuje parę podpór. Nad belkowaniem umieszczony jest trójkątny fronton – motyw bardzo rzadko poza Padovanem i jego kręgiem używany w naszej rzeźbie sepulkralnej.
W Bejscach postaci Firlejów umieszczone są w jednej płycinie, ale pionowy układ kompozycji został podkreślony na osi krzyżem. Powyżej znajduje się mocno rozbudowany kartusz herbowy.
W Bejscach mamy do czynienia z płaskorzeźbionymi płytami. Postaci Branickich kute w marmurze są jednak plastyczne, silnie występują z tła. Firlejowie przedstawieni w pozie klęczącej i ze złożonymi rękami, ustawieni są frontalnie względem widza.
Skala pomnika została doprowadzona do ostatecznych możliwości – jego rozbudowane belkowanie zajęło wraz z bujnymi elementami zwieńczenia całą ścianę tarczową, figurka Chrystusa u szczytu znalazła się już w strefie kopuły – a dekoracja rzeźbiarska przyćmiła architektoniczno – rzeźbiarski wystrój budowli.
Nagrobek dekorują poza zastosowaniem barwnych marmurów:
- motywy roślinne przechodzące w fantastyczne ciała zwierzęce,
- skrzydlate smoki i jaszczury flankujące boki
- gibkie szyje smocze wychylające się zza gzymsu tympanonu.

Dekoracje wprowadzają niepokój i dynamikę, rozsadzające wnętrze kaplicy, w której nagrobek zajmuje całą ścianę. Małe ciałka dziecięce w bocznych dolnych niszach stały się jeszcze jedną plamą barwną w tej kompozycji architektoniczno – dekoracyjnej.

## Nagrobki klęczące
Grobowce w Bejscach i Niepołomicach należą do pierwszych dużych nagrobków klęczących stawianych na zamówienie szlachty (do tej pory pomniki i epitafia tego typu wznoszono tylko na zamówienie mieszczaństwa). Miały one zresztą inny charakter. Wybranie pozycji klęczącej w przedstawieniu, które stać się miało wiecznym upamiętnieniem Mikołaja Firleja miało swoistą wymowę. Był on pierwszym konwertytą w rodzie. Wspomnienie powrotu dawnego grzesznika na łono kościoła znalazło odbicie zarówno w pełnej ekspresji pozie Mikołaja Firleja (skazanego na pokutę być może za cały ród) jak i w ukazaniu pod krzyżem Marii Magdaleny. Wprowadzone do nagrobka klęczące figury zmarłych w postaci wiecznych adorantów nadały wnętrzu rys kontrreformacyjnej dewocji.

## Pierwotna koncepcja
Analiza pomnika doprowadza jednak przede wszystkim do stwierdzenia, że miał on pierwotnie reprezentować inny typ i że już po jego ustawieniu przeprowadzono zmianę pierwotnej koncepcji. Otóż płaskorzeźbione płyty z klęczącymi postaciami Firleja i jego małżonki, uważane zgodnie za dzieła innej ręki niż cały monument, są nie tylko niedopasowane wielkością do pola środkowego (w celu pomieszczenia stóp obu postaci trzeba było wyciąć fragmenty baz kolumn i pilastrów), ale i kompozycyjnie podobnie jak rozdzielający je słupek z krucyfiksem, nie odpowiadają fałdom zwisającego tuż nad nimi baldachimu.
Gdy – zapewne już po śmierci wojewody, może staraniem jego brata Henryka – wykańczano pomnik, wmontowano w jego górną kondygnację płyty z postaciami klęczącymi, odkute na wzór najwcześniejszego nagrobka tego typu – Branickich w Niepołomicach. Natomiast kondygnację dolną przeznaczoną pierwotnie zapewne na figurę żony Firleja wypełniono tumbą wspartą na lwich łapach, osłoniętą kartuszem herbowym i strzępiastą dekoracją z liści.

## Autorstwo
Nagrobek Elżbiety i Mikołaja Firlejów jest genetycznie tworem niejednolitym. W jego skomplikowanej plastyce można odnaleźć cechy różnych warsztatów i mistrzów. Dostrzec tu można znamiona twórczości Padovana i Canavesiego, Michałowicza i Santi Gucciego.